# Ulrich Erben
Ulrich Erben (* 26. März 1940 in Düsseldorf) ist ein deutscher Maler. Von 1980 bis 2005 war er Professor für Malerei an der Kunstakademie Münster.

## Leben und Werk
Ulrich Erben verbrachte seine Jugend am Niederrhein und in Rom, wohin die Familie 1956 übersiedelte. Von 1958 bis 1965 studierte er an den Kunstakademien in Hamburg, Urbino, Venedig, München und Berlin. Von Landschaften und Stillleben ausgehend gewannen seine Bilder zunehmend an geometrischen Formen. Unterbrochen von einem längeren Aufenthalt in Paris im Jahre 1963 pendelte er in diesen Jahren zwischen Italien und seiner Heimat am Niederrhein.
1966 heiratete Erben die Schriftstellerin Ingrid Bachér und kehrte an den Niederrhein zurück. 1967 reiste er zu einem ersten Aufenthalt in die USA. In der intensiven Auseinandersetzung mit Landschaft und Architektur und ihrer mythologischen Bedeutung reduzierten sich Formen und Farben. Schon in den frühen Jahren „wird die Landschaft als Träger der Erinnerung zu einer zentralen Kategorie von Erben Kunst.“
1968 entstanden Erbens erste „weiße Bilder“. Sie werden von einer weißen Zone im Zentrum des Bildes definiert, die sich von einem matteren, ebenfalls weißen Grund unterscheidet. In diesem Prozess entwickelte Erben sein Hauptthema, die wechselseitige Beziehung von ungegenständlichen und einfachen Formbereichen. Sein Interesse galt vornehmlich den Abgrenzungen, die zugleich als Verbindungen aufgefasst werden, der Raumbildung ohne Perspektive und der Unterlegung der weißen und später farbigen Flächen mit in ihrer unterschiedlichen Tonalität teilweise kaum wahrnehmbaren Farbschichten.
Gleichzeitig mit den „weißen Bildern“ und der Beschäftigung mit ihrer Lichtwirkung entstanden ab 1972 Lichtobjekte (erste Ausführung für die „Szene Rhein Ruhr '72“ im Museum Folkwang, Essen) und Wandbilder. Ab 1973 kam auch die Fotografie als künstlerische Ausdrucksform hinzu.
1975 zog Erben nach Düsseldorf, ohne das Haus in Goch aufzugeben. In Weiterentwicklung der „weißen Bilder“ entstanden 1977 erste farbige, fast monochrome Arbeiten, die auf der Documenta VI in Kassel ausgestellt wurden.
1978 veränderten sich Erbes Bilder stark. Er brachte nun reine Farben und unregelmäßige Formen in einem Malvorgang auf die Leinwand. Es entstanden die „prima-vista“-Serie sowie Bilder zum begrenzten und unbegrenzten Raum., „Interieurs“ und „Exterieurs“. Doch auch hier ist das „Spannungsverhältnis von malerischer Autonomie und formaler Ordnung“ ein bestimmendes Prinzip. Ab 1979 realisierte Erben auch große Raumbilder, die aus einzelnen, seriell angeordneten Papierblättern bestehen. Die Verwandlung des realen Raumes durch Malerei wurde immer wieder zum Arbeitsgegenstand.
1980 wurde Erben als Professor an die Kunstakademie Düsseldorf, Abteilung Münster (später Kunstakademie Münster), berufen. Seit 2005 ist er emeritiert.
1988 kehrte Erben zu strengeren geometrischen Bildeinteilungen zurück, die einen deutlichen Bezug zu den frühen „weißen Bildern“ zeigen. In veränderter Maltechnik (Acryl und Pigmente) entstand eine Serie von Bildern, die Erben „Farben der Erinnerung“ nennt: Bilder deren Farben sich gegenseitig zu lichthafter Erscheinung intensivieren und im Gleichgewicht von Harmonie und Disharmonie wirken. Eine vergleichbare, aber noch gesteigerte Raum- und Lichtwirkung entwickelte die „Siria“-Werkgruppe von 2009/2010, die auf eine im Jahre 2007 unternommene Reise durch die Wüstenlandschaften Syriens zurückgeht.
1992 wurde Erben Mitglied der Sektion Bildende Kunst der Akademie der Künste in Berlin. Anlässlich einer Einzelausstellung im Shiga Museum of Modern Art begab er sich auf eine Studienreise nach Japan.
Seit 1993 realisiert Erben raumübergreifende Wandgestaltungen in öffentlichen Gebäuden, unter anderem in Hannover, Essen, Stuttgart und Berlin. Auch in Museen oder im Zusammenhang mit Ausstellungsprojekten gibt es nun Wandbemalungen oder Installationen für temporär gedachte Räume.
Seit 1988 verwendet er auch Lackfarbe, zunächst für kleinformatige, eher gegenständlich zu lesende Bilder mit Anklängen an italienische Landschaftsmotive unter dem Thema „was ich sehe“. Später setzt er Lackfarbe auch für großformatige mehrteilige Gemälde ein. Zunehmend greift Erben nun wieder frühere Themen auf und deutet sie neu.
In Folge der „Siria“-Werkgruppe zeigen Erbens Bilder ab 2010 eine größere Vielfalt geometrischer Formen und deren Anordnungen. Ab 2014 bringt Erben durch verhaltene Farbübergänge, die sich innerhalb der formalen Einteilung abspielen, immaterielle Bewegung und gleichzeitig lichthafte Ruhe in seine Bilder, die er mit dem Sammeltitel „Festlegung des Unbegrenzten“ bezeichnet.
Erben lebt und arbeitet in Düsseldorf, Goch und Bagnoregio (Italien).

## Auszeichnungen
- 1974: Förderpreis des Landes Nordrhein-Westfalen für Bildende Kunst
- 1986: Konrad-von-Soest-Preis
- 2003: Otto-Ritschl-Preis

## Werke im öffentlichen Raum (Kunst am Bau)
- 1988: Klever Raum, Museum Haus Koekkoek, Kleve
- 1994: Niedersächsischer Sparkassen- und Giroverband, Hannover
- 1990: Metrostation Piazza Bologna, Rom
- 2001: Jakob-Kaiser-Haus (Dorotheenblöcke), Berlin
- 2002: Zentrale des Deutschen Sparkassen- und Giroverbandes (Sparkassenhaus), Berlin
- 2008: Neubau Zentrum für Biosystemanalyse, Albert-Ludwigs-Universität Freiburg, Freiburg
- 2012: Neues Gymnasium, Bochum

## Werke in öffentlichen Sammlungen (Auswahl)
- Daimler Art Collection, Stuttgart und Berlin: Membran II. 1995, Acryl und Pigment auf Leinwand, 250 × 210 cm'.
- Kunsthalle Bremen, Bremen: ohne Titel. 1975, Öl auf Leinwand, 120 × 100 cm, Inv.-Nr.: 1564–2014/12'
- LWL-Museum für Kunst und Kultur, Münster (früher Westf. Landesmuseum für Kunst und Kultur): Balance. 1989, Acryl und Pigment auf Leinwand, 170 × 200 cm.
- Museum Kunstpalast, Düsseldorf: Dux. böhmisch. 1994, Acryl und Pigment auf Leinwand, 195 × 145 cm.
- Museum Kurhaus, Kleve: prima vista (grau). 1985, Öl auf Leinwand, 190 × 150 cm.
- Pinakothek der Moderne, München: Ohne Titel (1074 1274-I). 1974, Öl auf Leinwand, 130 × 200 cm, Inv.-Nr.: 14419.
- Sammlung zeitgenössischer Kunst der Bundesrepublik Deutschland, Bonn: Ohne Titel. 1973, Öl auf Leinwand, 190 × 150 cm.
- Schauwerk Sindelfingen: Vertical Continuum (Doppelbild), Acryl und Pigment auf Leinwand, jeweils 215 × 150 cm.
- Von der Heydt-Museum, Wuppertal: Metamorphosen. 2004, Acryl und Pigment auf Leinwand, 270 × 190 cm.

## Ausstellungen (Auswahl)

### Einzelausstellungen
- 1971: Galerie m, Bochum
- 1972: Galerie Schmela, Düsseldorf
- 1978: Städtisches Museum Haus Koekkoek, Kleve: Ulrich Erben – Felder und Räume
- 1979: Städtisches Museum Leverkusen, Schloss Morsbroich: Atelier I – Ulrich Erben
- 1981: Kunsthalle zu Kiel, Kiel: Ulrich Erben – Felder und Räume
- 1981: Kunsthalle Tübingen, Tübingen: Felder und Räume: Bilder, Collagen, Zeichnungen
- 1983: Padiglione d’arte contemporanea, Parco Massari, Ferrara / Italien: Ulrich Erben – Il Colore Come presenza
- 1984: Städtische Kunsthalle, Mannheim: Ulrich Erben – Elementare Malerei
- 1990: Kunstverein für die Rheinlande und Westfalen, Düsseldorf: Ulrich Erben – Das Purpurrot der Worte, Farben der Erinnerung
- 1992: Westfälisches Landesmuseum für Kunst- und Kulturgeschichte, Münster: Weiss ist Farbe – Ulrich Erben, Bilder 1968–1978
- 1992: Shiga Museum of Modern Art, Osaka / Japan: Ulrich Erben – Freiheit der Farbe
- 2002: Museum Kurhaus, Kleve: Ulrich Erben – Was ich sehe, Bilder aus Italien
- 2003: Museum Wiesbaden, Wiesbaden: Ulrich Erben – Träger des Otto Ritschel Preises
- 2003/2004:Kunstmuseum Dieselkraftwerk Cottbus, Cottbus Ulrich Erben – Was ich sehe, Bilder aus Italien
- 2004/2005: Von der Heydt-Museum, Wuppertal: Ulrich Erben – Was ich sehe, Bilder aus Italien
- 2005: Museum DKM, Duisburg: Der stille Raum
- 2010: Museum Kurhaus, Kleve: Ulrich Erben – Siria, Erscheinung und Bewegung
- 2011/2012: MKM Museum Küppersmühle für moderne Kunst, Duisburg: Ulrich Erben – Lust und Kalkül
- 2016: Museum Goch, Goch: Ulrich Erben – Zeiten
- 2018: Kunstmuseum Bochum, Bochum: Die Intimität des Sehens – Lichtbilder von Ulrich Erben
- 2018: Galerie Haus Schlangeneck, Euskirchen
- 2019: Josef Albers Museum Quadrat, Bottrop: Ulrich Erben. Festlegung des Unbegrenzten
- 2024: Villa Brandolini, Pieve di Soligo: Ulrich Erben - incontri in villa -
- 2024: Sies Höke Galerie, Poststraße 2, Düsseldorf-Carlstadt: Solo show
- 2024: Galerie Haus Schlangeneck, Euskirchen: DA SEIN

### Gruppenausstellungen
- 1973: Städtische Kunsthalle, Düsseldorf: Prospect 73 – Maler, Painters, Peintres
- 1977: Documenta VI. Kassel
- 1982: Neue Nationalgalerie, Staatliche Museen zu Berlin, Berlin: Hommage à Barnett Newman
- 1985/1986: Neue Nationalgalerie, Staatliche Museen zu Berlin, Berlin: Kunst in der Bundesrepublik Deutschland 1945–1985

## Weiterführende Literatur / Ausstellungskataloge
- Ulrich Erben – Felder und Räume, Bilder-Collagen-Zeichnungen. Katalog zur Ausstellung in der Kunsthalle zu Kiel, 25.1. – 22.3. 1981, im Braunschweiger Kunstverein, 10.04. – 31.05. 1981 und der Kunsthalle Tübingen, 11.07. – 16. 08. 1981, Kiel 1981
- Ulrich Erben – Elementare Malerei. Katalog zur Ausstellung in der Kunsthalle Mannheim, 07.04. – 20.05. 1984
- Dieter Honisch (Vorw.): 1945–1985 Kunst in der Bundesrepublik Deutschland. Nationalgalerie. Staatliche Museen Preußischer Kulturbesitz, Berlin 1985, ISBN 3-87584-158-1.
- Erben – Das Purpurrot der Worte, Farben der Erinnerung. Katalog zur Ausstellung im Kunstverein für die Rheinlande und Westfalen, 19.05. – 08.07. 1990, Düsseldorf 1990, ISBN 3-925974-15-6.
- Weiss ist Farbe – Ulrich Erben, Bilder 1968–1978. Katalog zur Ausstellung im Westfälischen Landesmuseum für Kunst- und Kulturgeschichte, Münster, 05.04. – 24.05. 1992, Karl Kerber Verlag, Bielefeld 1992, ISBN 3-924639-20-5.
- Ulrich Erben – Was ich sehe, Bilder aus Italien 1998–2001. Katalog zur Ausstellung im Museum Kurhaus Kleve, 21.04. – 30.06. 2002, im Kunstmuseum Dieselkraftwerk Cottbus, 19.01. – 23.03 - 2003 und dem Von der Heydt – Museum, Wuppertal, 20.11. 2004 - 21.03. 2005, Kleve 2002, ISBN 3-934935-08-7.
- Ulrich Erben – Träger des Otto Ritschel Preises 2003. Katalog zur Ausstellung im Museum Wiesbaden, 23.11. 2003 - 21.03. 2004, herausgegeben von Hanne Dannenberger und Volker Rattemeyer, Wiesbaden 2003, ISBN 3-89258-057-X.
- Ulrich Erben. herausgegeben von galeria studio g7 di Ginevra grigolo, Damiani Editore, Bologna 2010, ISBN 978-88-6208-130-6.
- Ulrich Erben – Lust und Kalkül. Katalog zur Ausstellung im MKM Museum für Moderne Kunst Duisburg, 28.10. 2011 - 29.01. 2012 herausgegeben von Walter Smerling und Eva Müller-Remmert, Wienand Verlag, Köln 2011, ISBN 978-3-96098-631-7.
- Ulrich Erben. Festlegung des Unbegrenzten. Katalog zur Ausstellung im Josef Albers Museum Quadrat Bottrop, herausgegeben von Heinz Liesbrock, Verlag der Buchhandlung Walther und Franz König, Köln 2019, ISBN 978-3-96098-631-7.
- Ulrich Erben-Malerei. Katalog zur Ausstellung bei Taylor Wessing, Hamburg, 1.3.-30.8.2011, Hrsg. Taylor Wessing
- Ulrich Erben. Katalog zur Ausstellung im Mies van der Rohe Haus Berlin, 12.4. - 29.6.2008, Walter Storms Verlag, ISBN 978-3-927533-40-0